# Old Point Loma Light Station
Old Point Loma Light Station (ursprünglich: Point Loma Light Station) ist eine im Jahr 1854 gebaute Leuchtturmanlage an der kalifornischen Pazifikküste. Das bei San Diego gelegene Schifffahrtszeichen wurde am 15. November 1855 in Betrieb genommen und diente bis zum 23. März 1891 als Navigationshilfe am Eingang der Bucht von San Diego. Die Anlage war in den 1950er Jahren – noch vor der Freiheitsstatue – das beliebteste Baudenkmal der Vereinigten Staaten und wird heute als Museum genutzt.

## Lage und Bedeutung für die Schifffahrt

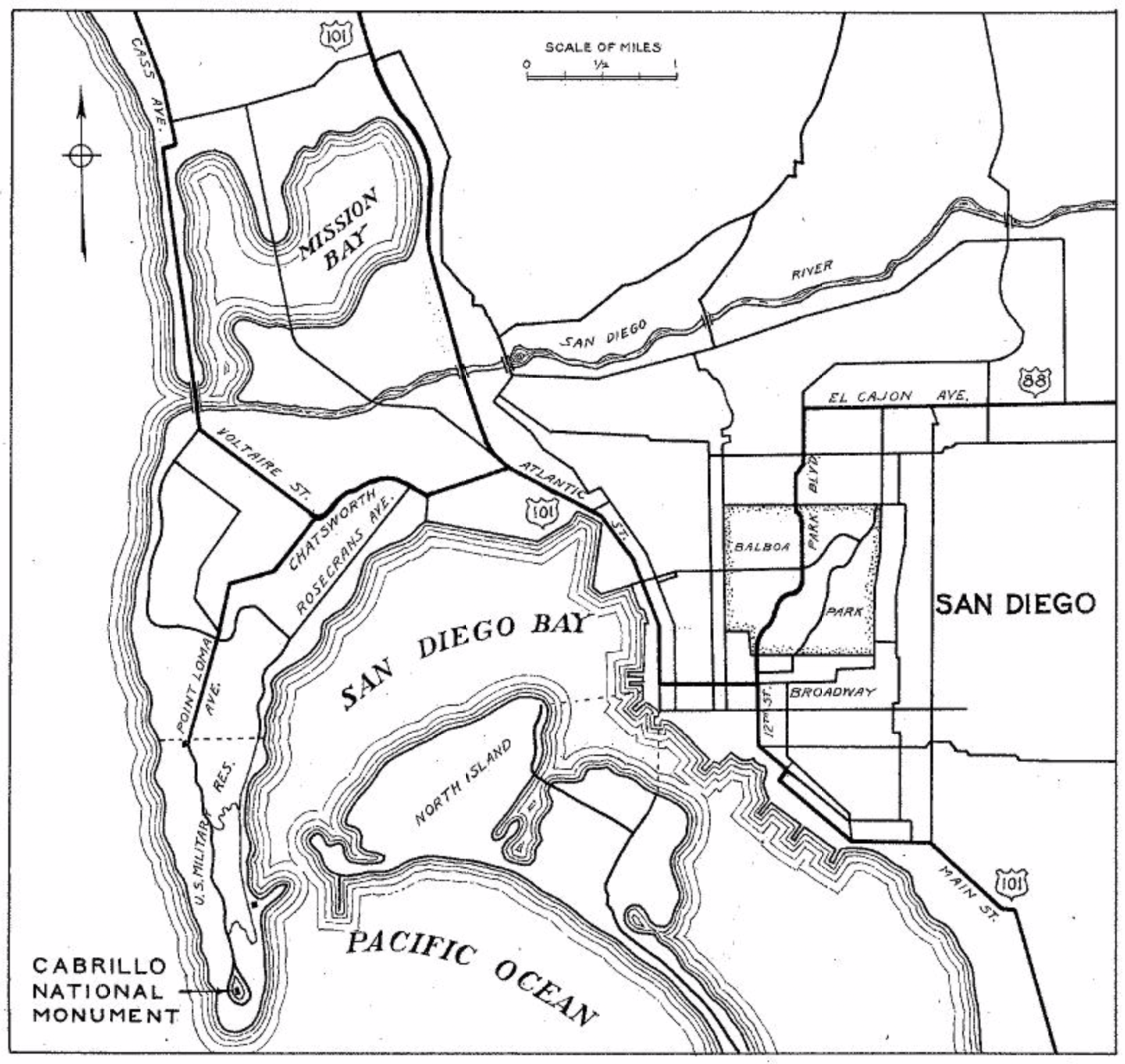
Lagekarte aus dem Jahr 1934

Im Jahr 1848 fiel das Gebiet des heutigen US-Bundesstaats Kalifornien durch den Vertrag von Guadalupe Hidalgo an die Vereinigten Staaten. Im selben Jahr begann der kalifornische Goldrausch, in dessen Zuge der Schiffsverkehr an der Pazifikküste dramatisch anstieg. Zur Sicherung der Schifffahrt beschloss das 1852 gegründete United States Lighthouse Board den Bau von acht Leuchttürmen, mit deren Bau die Firma Gibbons & Kelly aus Baltimore beauftragt wurde.
Die Old Point Loma Light Station liegt auf der südlichen Spitze von Point Loma, einer nach Süden in den Pazifik ragenden Halbinsel am Eingang der Bucht von San Diego. Sie liegt auf einem Sandsteinfelsen, von dem aus sowohl der Schiffsverkehr entlang der Pazifikküste als auch der Hafen von San Diego zu sehen ist. Dieser Sandsteinfelsen ragt 128 Meter aus dem Meer und war aufgrund seiner Lage in der zweiten Hälfte des 19. Jahrhunderts von strategischer Bedeutung. 

## Geschichte

### Vom Baubeginn bis zur Außerdienststellung

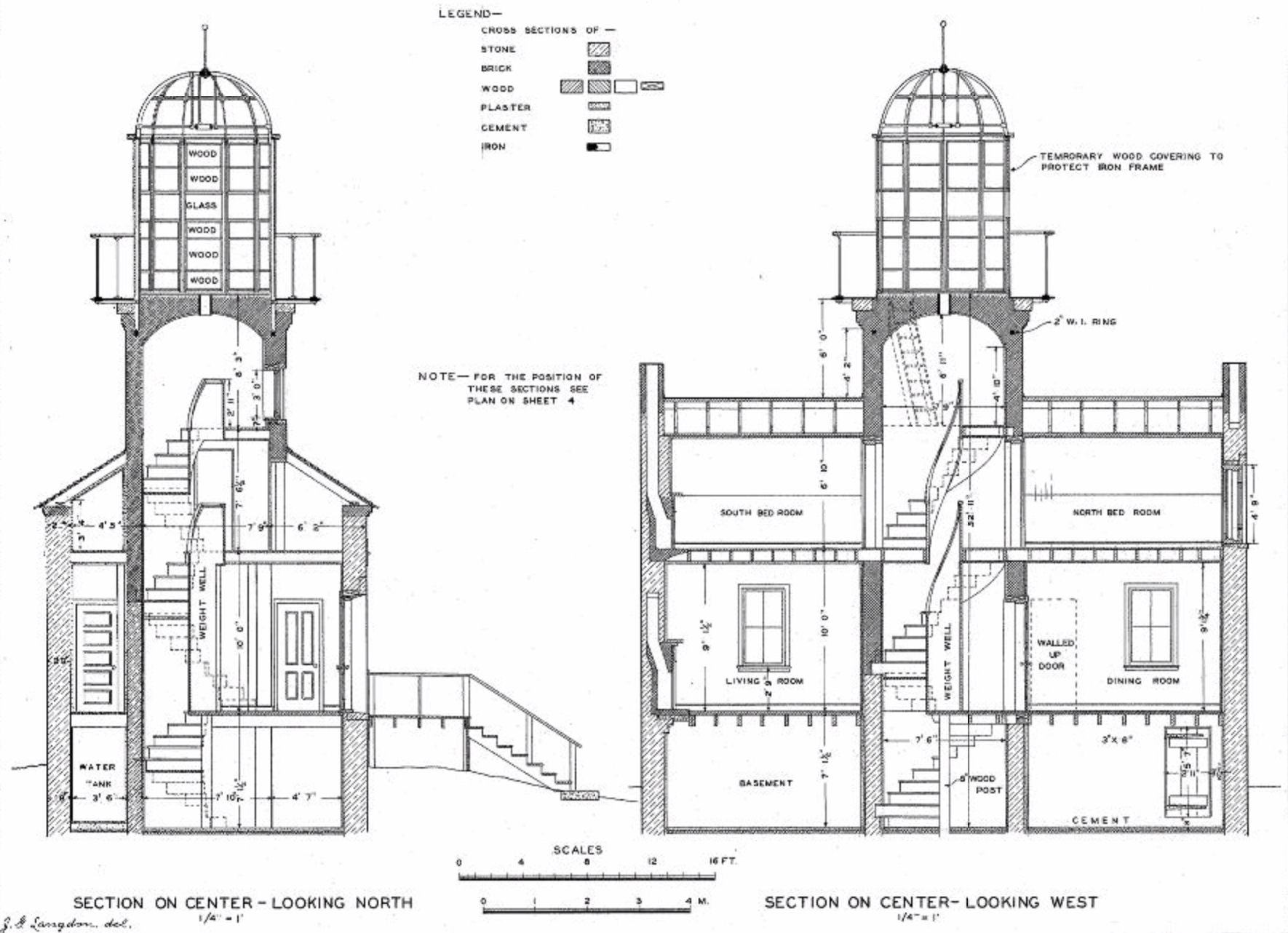
Architekturzeichnung gemäß der Aufnahme durch den Historic American Buildings Survey aus dem Jahr 1934 (Ansicht des Leuchtturmgebäudes von Norden und Westen)

Im Jahr 1854 erreichte der Schoner Vaquero mit Bauarbeitern und -material beladen von San Francisco kommend Point Loma. Die Arbeitsmannschaft zum Bau des Leuchtturms legte zunächst eine Straße an, die zum strategisch wichtigen Aussichtspunkt an der Spitze von Point Loma führte. Aus vor Ort abgebautem Sandstein und Ziegeln der verlassenen spanischen Militäranlage Fort Guijarros errichteten Männer die Leuchtturmanlage. 
Das Gebäude des Leuchtturms wurde im Cape Cod-style ausgeführt, bei dem der Turm mittig aus dem Wohnhaus des Leuchtturmwärters aufragt. Der Turm war zunächst für den Betrieb von Argandbrennern, besonders hell brennenden Öllampen, ausgelegt. Noch während des Baus entschied sich das Lighthouse Board allerdings, anstelle der Argand-Öllampen die moderneren Fresnel-Linsen in allen Leuchttürmen Kaliforniens einzusetzen. Nach dem Eintreffen der Fresnel-Linse 1. Ordnung aus Frankreich stellte sich heraus, dass diese für den Turm zu groß bemessen war, weshalb sie durch eine Fresnel-Linse 3. Ordnung ausgetauscht werden musste.
Am 15. November 1855 entzündete James Keating, der erste Leuchtturmwärter von Old Point Loma, die Fresnel-Linse zum ersten Mal und nahm die Anlage damit offiziell in Betrieb. Bei klarem Wetter war das Schifffahrtszeichen bis auf eine Entfernung von 25 Meilen sichtbar. Schon bald stellte sich jedoch heraus, dass das Leuchtfeuer bei Nebel und niedriger Wolkendecke nicht zu erkennen war. Aus diesem Grund wurde die Leuchtturmanlage bereits am 23. März 1891 außer Dienst gestellt. Ihre Aufgabe wurde von nun an von New Point Loma Lighthouse übernommen, das am Fuße der Sandsteinfelsen errichtet worden war.

### Nach der Außerdienststellung

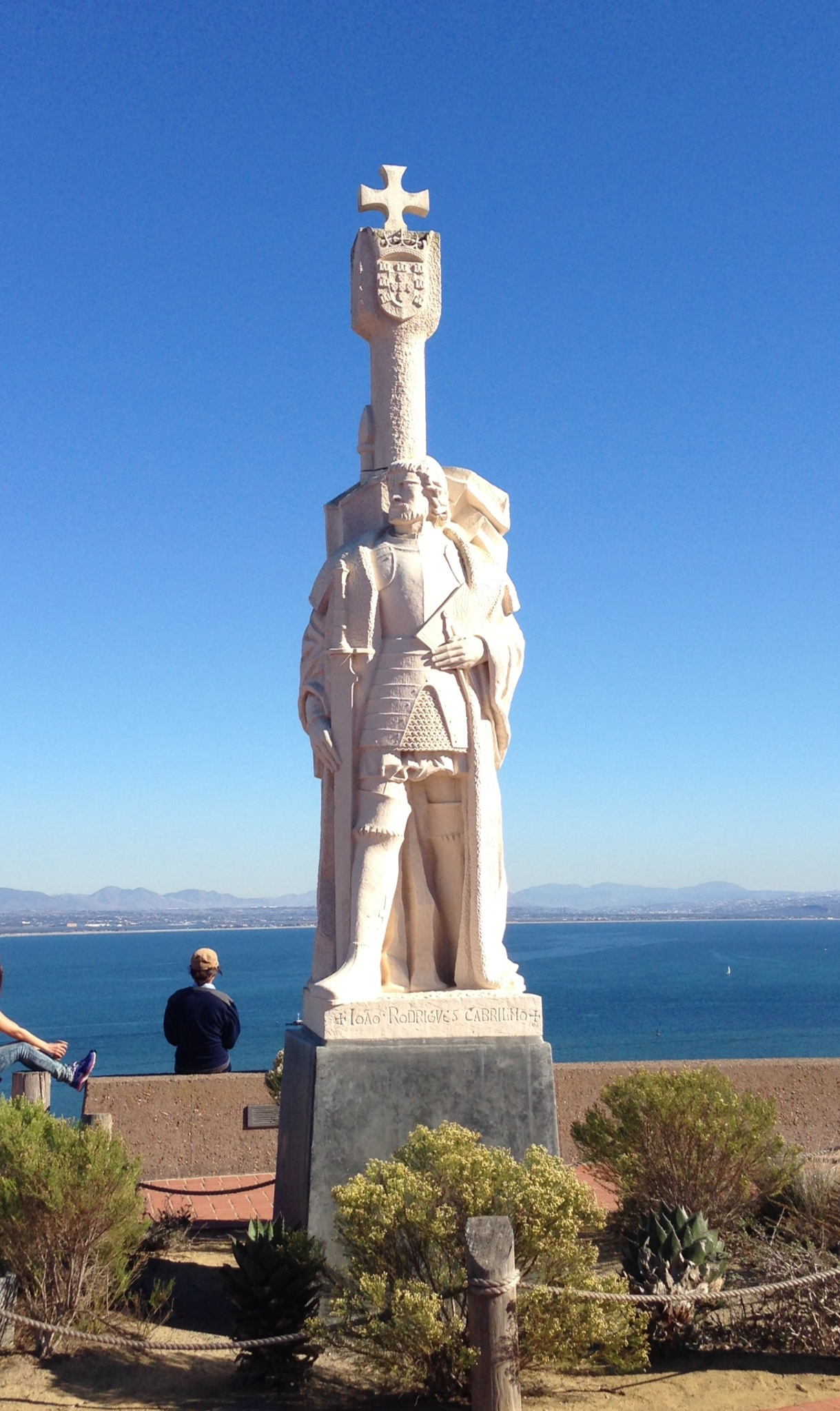
Die Statue zu Ehren Juan Rodríguez Cabrillos nordöstlich des Leuchtturms

Nach der Außerdienststellung von Old Point Loma Light Station verfiel die Anlage zunächst. Besucher nahmen Gegenstände als Souvenirs mit und die Fenster des Leuchtturmhauses wurden beschädigt. Im Jahr 1913 wurde die Leuchtturmanlage in das Cabrillo National Monument eingegliedert. Ursprünglich war geplant, den Leuchtturm abzureißen und stattdessen eine Statue zu Ehren von Juan Rodríguez Cabrillo zu errichten, der am 28. September 1542 als erster Europäer an der Westküste Nordamerikas gelandet war. Als die Finanzierung für diesen Plan nicht gesichert werden konnte, blieb der Leuchtturm erhalten. 
Während des Zweiten Weltkriegs wurde die Anlage für den Besucherverkehr geschlossen. Der Leuchtturm wurde in grüner Tarnfarbe gestrichen und von der United States Navy als Signalturm genutzt. Im Jahr 1946 wurde Old Point Loma Light Station in den Besitz des National Park Service überstellt, der die Leuchtturmanlage restaurierte. Die Statue zu Ehren Cabrillos wurde neben dem Leuchtturm errichtet. Zum 100-jährigen Jubiläum der Anlage wurde die Fresnel-Linse 4. Ordnung des Table Bluff Lighthouse aus Humboldt County im Leuchtturm installiert.
In den 1950er Jahren erfreute sich Old Point Loma Light Station regen Besucherinteresses. Im Jahr 1957 übertraf die Zahl der Besucher sogar diejenige der Freiheitsstatue. Mit über 953.000 Besuchern war die Anlage das beliebteste Baudenkmal in den Vereinigten Staaten. Aus diesem Grund wurde ein Besucherzentrum eingerichtet und die Cabrillo-Statue an ihren heutigen Standort versetzt. In den 1980er Jahren wurde das Dach des Leuchtturmhauses ausgetauscht und der obere Teil des Turms ersetzt. Die Fresnel-Linse von Table Bluff wurde durch eine Linse 4. Ordnung aus dem vor der Bucht von San Francisco liegenden Miles Rock Light ersetzt.
Im Jahr 1974 wurde die Leuchtturmanlage in das National Register of Historic Places aufgenommen. Sie dient heute als Museum.

## Ansichten

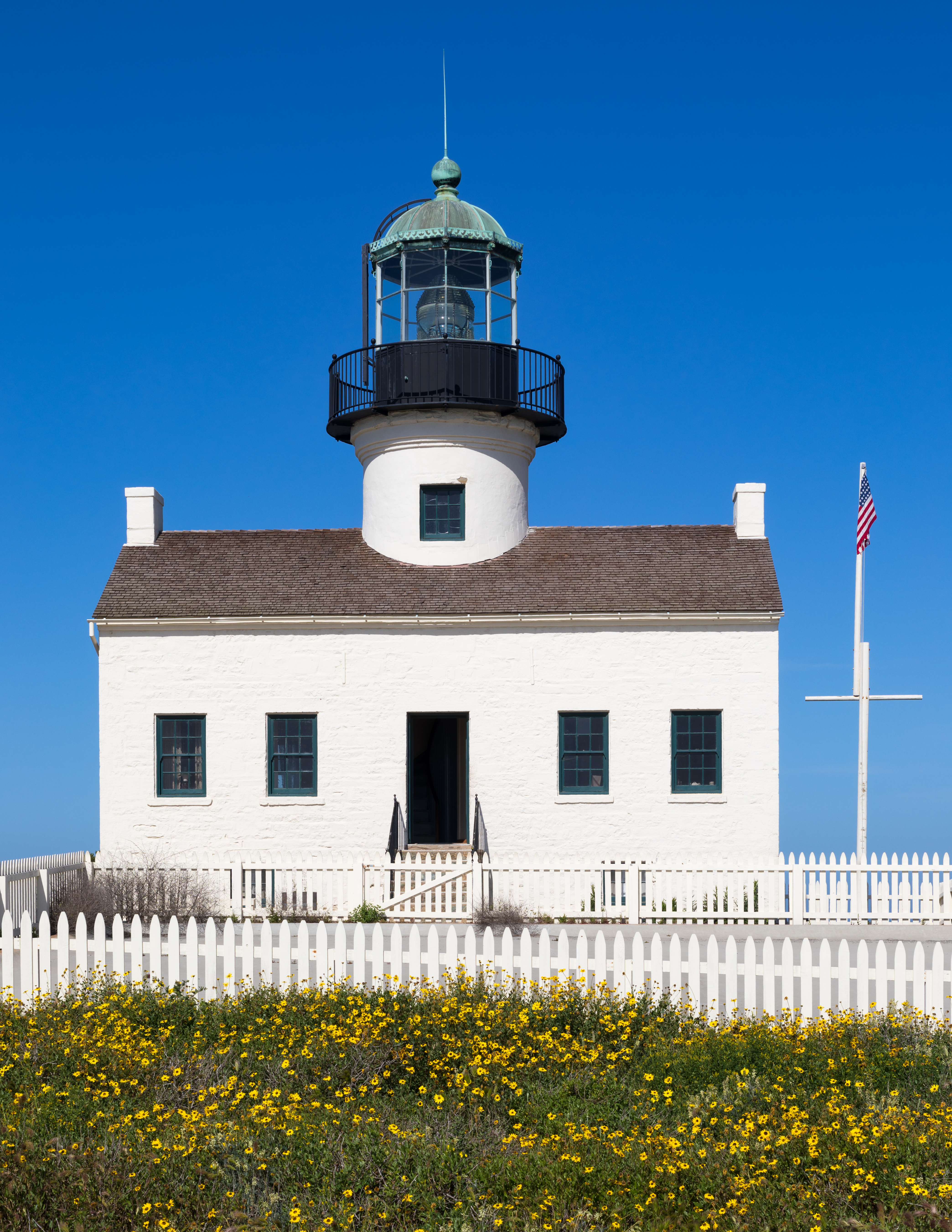
Der Leuchtturm Old Point Loma wurde im Cape Cod-style ausgeführt, bei dem der Turm mittig aus dem Wohnhaus des Leuchtturmwärters aufragt
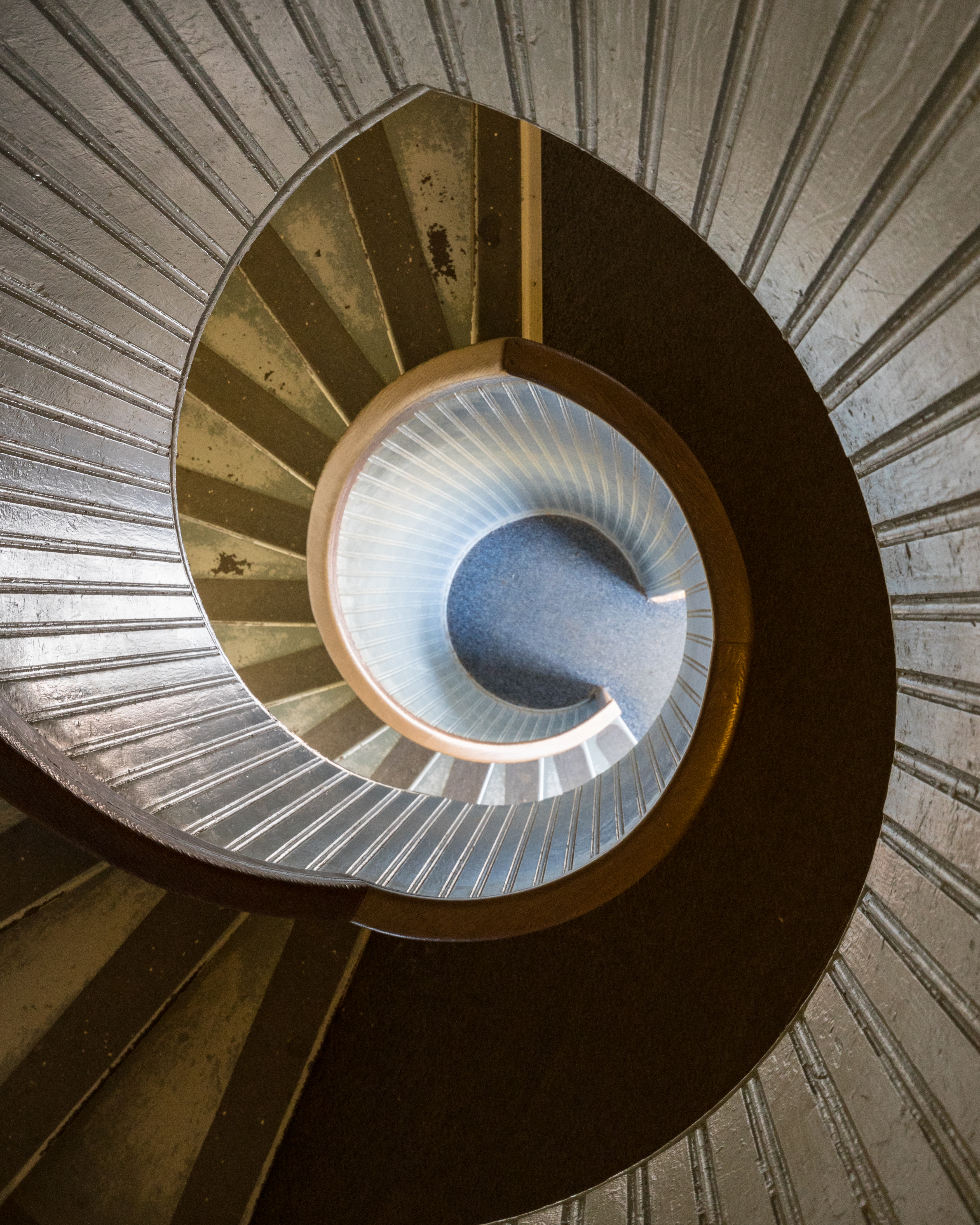
Blick auf die Wendeltreppe im Turm der Anlage